# Weißer Jura
- Humph.-Fm. = Humphriesioolith-Formation
- L.Bk-Fm = Liegende Bankkalk-Formation
- H.Bk-Fm = Hangende Bankkalk-Formation
- Zm-Fm = Zementmergel-Formation
- S.-Fm = Solnhofen-Formation
- Rö.-Fm = Rögling-Formation
- U.-Fm = Usseltal-Formation
- Mö.-Fm = Mörnshein-Formation
- N.-Fm = Neuburg-Formation
- R.-Fm = Rennertshofen-Formation

Als Weißer Jura (oder Weißjura) wird die obere der drei lithostratigraphischen Gruppen des Süddeutschen Jura bezeichnet. Süddeutscher Jura wird in diesem Zusammenhang nicht als geographischer Begriff verstanden, sondern ist als lithostratigraphischer Begriff im Sinne einer lithostratigraphischen Supergruppe aufzufassen. In der älteren und der populärwissenschaftlichen Literatur wird dieser Begriff mit der chronostratigraphischen Serie des Oberjura gleichgesetzt. Dies ist nicht ganz korrekt, da die Grenzen des Weißen Jura nicht exakt mit den Grenzen der chronostratigraphisch definierten Oberjura-Serie übereinstimmen. Der häufig synonym zu Weißer Jura und Oberjura gebrauchte Begriff Malm sollte im Süddeutschen Jura ebenfalls nicht mehr verwendet werden. Der Begriff Malm wird voraussichtlich für die etwa äquivalente lithostratigraphische Einheit im Norddeutschen Jura reserviert werden. Der süddeutsche Weiße Jura wurde im Zeitraum vor etwa 161 bis 150 Millionen Jahre abgelagert. Der Weiße Jura folgt auf die lithostratigraphische Gruppe des Braunen Jura, die obere Grenze ist erosiv. Lokal wird der Weiße Jura mit einer großen Schichtlücke vom „Regensburger Grünsandstein“ (Cenomanium) überlagert.

## Geschichte
Der Begriff Weißer Jura wurde von Leopold von Buch 1837 in einem Vortrag vor der königlichen Akademie der Wissenschaften in Berlin ohne weitere Definition eingeführt. Friedrich August Quenstedt in seinem 1843 erschienenen Werk „Das Flözgebirge Würtembergs“ griff diesen Terminus auf und definierte ihn erstmals. Die Benennung erfolgte aufgrund der überwiegend weißen Gesteinsfarben der Gesteine des Weißen Jura. Früher wurden häufig die Begriffe Malm und Oberjura als Synonyme für den Weißen Jura verwendet. Der Begriff Oberjura bezeichnet heute eine chronostratigraphische Serie des Jura. Der Begriff Malm oder Norddeutscher Malm wird wahrscheinlich für eine lithostratigraphische Gesteinseinheit im Norddeutschen Jura reserviert werden. In der Quenstedt’schen Gliederung des Süddeutschen Jura wird der Weiße Jura in sechs Abteilungen untergliedert, die mit α, β, γ, δ, ε und ζ bezeichnet werden, zum Beispiel Weißer Jura α oder Weißjura α. Häufiger noch ist die Kombination mit Malm zu finden, zum Beispiel Malm α.

## Definition
Die Untergrenze des Weißen Jura ist die Basis der ersten hellen Kalke der Impressamergel-Formation. Die Obergrenze des Weißen Jura ist im Bereich des Süddeutschen Jura erosiv, das heißt, dass die jeweilige Obergrenze sehr unterschiedlich ist. Der Weiße Jura besteht überwiegend aus hellen Kalken, Kalkmergeln und Mergeln. Die Mächtigkeit beträgt maximal etwa 600 Meter.
Die Untergrenze der lithostratigraphischen Einheit des Weißen Jura ist biostratigraphisch wahrscheinlich bereits in das höhere Unteroxfordium, lokal sogar in das Mittlere Oxfordium des Oberjura zu datieren, das heißt, dass die Untergrenzen von Weißem Jura und Oberjura nicht exakt übereinstimmen. Die Obergrenze des Weißen Jura liegt in den vollständigsten Profilen etwa im Grenzbereich Unter- zu Obertithonium. Auch hier liegt die Obergrenze des Weißen Jura deutlich tiefer als die Jura-Kreide-Grenze.

## Untergliederung

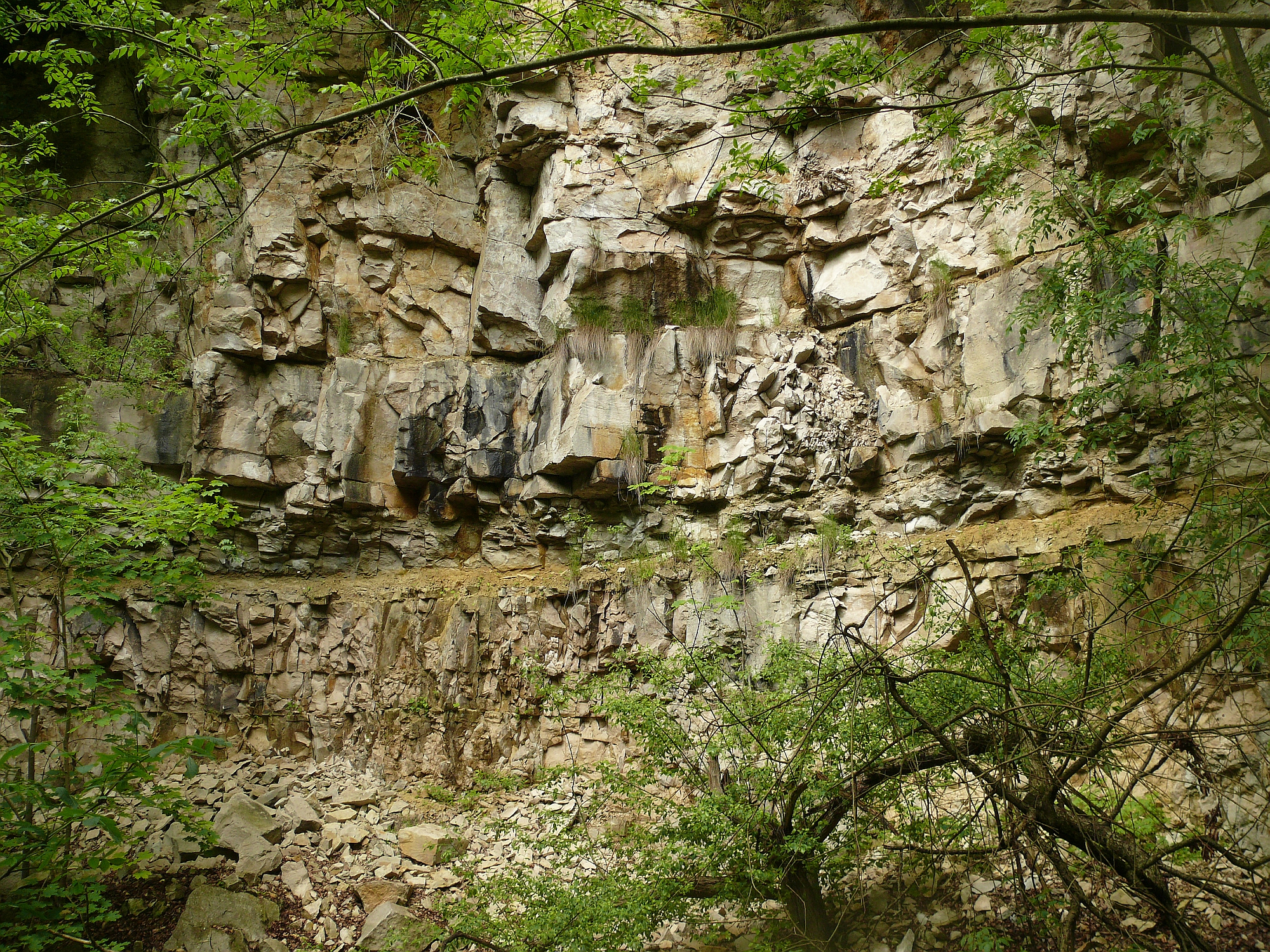
Untere Felsenkalk-Formation, Steinbruch bei Aalen

Die lithostratigraphische Einheit des Weißen Jura wird derzeit in über 20 Formationen unterteilt, die aber nicht alle übereinander liegen, sondern sich auch lateral vertreten. Die Formationen in ihrer Abfolge von unten nach oben, regionale Verzahnungen stehen nebeneinander.
- Hangende Bankkalk-Formation, Solnhofen-Formation, Rögling-Formation, Usseltal-Formation, Mörnshein-Formation, Neuburg-Formation, Rennertshofen-Formation
- Liegende Bankkalk-Formation, Zementmergel-Formation
- Obere Felsenkalk-Formation, Massenkalk-Formation, Torleite-Formation
- Untere Felsenkalk-Formation, Treuchtlingen-Formation
- Lacunosamergel-Formation
- Nerineenkalk-Formation, Wohlgeschichtete Kalk-Formation, Lochen-Formation, Arzberg-Formation
- Korallenkalk-Formation, Impressamergel-Formation, Dietfurt-Formation

## Fossillagerstätten
Im oberen Teil des Weißen Jura liegen die berühmten Fossillagerstätten von Nusplingen, Eichstätt und Solnhofen (Solnhofen-Formation).